# Les Comes (Sant Martí de Centelles)
Les Comes és una masia de Sant Martí de Centelles (Osona) inclosa a l'Inventari del Patrimoni Arquitectònic de Catalunya.

## Descripció
Masia de planta rectangular (16x14) coberta a dues vessants amb el carener perpendicular a la façana orientada a migdia; consta de planta baixa, primer pis i golfes. La façana S presenta adossats a dreta i a esquerre dos cossos de planta rectangular (terrat i cobert a una sola vessant) formant una lliça de forma rectangular; el que resta visible a la façana és un portal rectangular flanquejat per dues finestres amb reixa. Al primer pis s'obren tres finestres amb ampit motllurat (la central més enlairada) a les golfes.
La façana O presenta tres contraforts i dues finestres a la planta, tres finestres al primer pis i tres de factura moderna a les golfes. La façana N és la més restaurada i presenta dos portals rectangulars amb una finestra central a la planta i dues finestres entre la planta baixa i primer pis, el qual presenta una finestra i una altra obertura (d'arc rebaixat) formant porxo i una finestra de totxo amb llinda de fusta a les golfes sota el carener. La façana E presenta un contrafort i tres finestres a la planta i dues espitlleres i dos porxos a les golfes.

## Història
La història d'aquest mas està relacionada amb la propera església parroquial de Sant Martí de Centelles. El trobem registrat, junt amb nou masos més en els fogatges del "Terme de Sancta Coloma, St. Miquel Cesperxes, St. Quirze Safage y Parroquia de Berti fogajat a 6 de octubre 1553 per Gabriel Rovira balle apar 224" on apareixen a la parròquia de Sant Martí de Centelles els noms de Joan Comes i Antoni Comes.